# Mittich
Mittich ist ein Gemeindeteil der Gemeinde Neuhaus am Inn im niederbayerischen Landkreis Passau.

## Lage
Mittich liegt am Rande der vom Inn aufgeschotterten Pockinger Heide in der Nähe der Mündung der Rott in den Inn. Über die  denkmalgeschützte hölzerne Rottbrücke beim Weiler Weihmörting führt die Straße nach Neuhaus am Inn.

## Geschichte
Die Anfänge reichen vermutlich ins 2. oder 3. vorchristliche Jahrtausend zurück. Als Ursprung des Namens werden keltisch mediacum und davon abgeleitet lateinisch villa medica vermutet. Von 748 bis 1170 stand der Ort unter der Lehensherrschaft der Grafen von Mattau und Rottau. Seit 1170 gehörte er zur Grafschaft Neuburg. In kirchlicher Hinsicht wurde Mittich 1090 eine Filiale der Pfarrei Hartkirchen, deren Betreuung seit 1143 das Augustinerchorherrenstift St. Nikola übernahm.
Im Jahr 1610 wurde Mittich Vikariat und 1696 eine dem Kloster St. Nikola inkorporierte Pfarrei. 1740 entstand die ehemalige Wallfahrtskapelle St. Koloman. Sie steht heute direkt neben der Bundesstraße 12. Im Österreichischen Erbfolgekrieg plünderten 1742/43 Serben und Kroaten den Ort.
Nach der Säkularisation in Bayern wurde Mittich 1806 eine selbstständige Pfarrei. Die politische Gemeinde entstand 1818. Die hölzerne Brücke über die Rott auf der Straße nach Neuhaus besteht seit 1853. Sie besitzt eine hölzerne Gitterverstrebung an beiden Seiten und ein Giebeldach. Der Boden ist mit Holzplanken ohne feste Verankerung ausgelegt, so dass bei der einspurigen Überfahrt ein dröhnendes Rumpeln entsteht. Mittich war häufig von Hochwassern der Rott und des Inns betroffen, besonders 1899, 1954 und 2013, als von manchen Häusern nur noch die Dächer zu sehen waren.
Mit der Gebietsreform in Bayern kam Mittich am 1. Juli 1972 zur Gemeinde Neuhaus am Inn.

## Sehenswürdigkeiten
- Die gotische Pfarrkirche Maria Himmelfahrt wurde 1490 erbaut. Sie erhielt 1970 bis 1972 eine moderne Ausstattung. Die Kirche besitzt gotische und barocke Figuren, ein spätgotisches Tafelbild sowie Wand- und Deckenmalereien vom Anfang des 16. Jahrhunderts. Im Jahr 2009 wurde sie umfangreich restauriert.
- Pfarrhof, 1780 erbaut.

## Personen
- Stefan Lachhammer (1929–2021), Bürgermeister (CSU), Landwirtschaftsfunktionär[2]